# Saga „Zmierzch”: Przed świtem – część 1

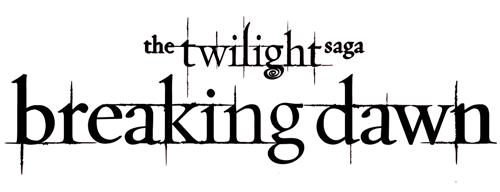
Tytuł

Saga „Zmierzch”: Przed świtem − część 1 (ang. The Twilight Saga: Breaking Dawn − part 1) − film w reżyserii Billa Condona, ekranizacja powieści Przed świtem Stephenie Meyer. W główne role wcielili się Robert Pattinson, Kristen Stewart i Taylor Lautner. Światowa premiera części 1 filmu odbyła się 18 listopada 2011 roku. Ostatnia część powieści Stephanie Meyer została zekranizowana w dwóch częściach. Premiera części drugiej „Przed świtem” odbyła się 16 listopada 2012.

## Obsada
| Aktor            | Rola            |
| ---------------- | --------------- |
| Kristen Stewart  | Bella Cullen    |
| Robert Pattinson | Edward Cullen   |
| Taylor Lautner   | Jacob Black     |
| Billy Burke      | Charlie Swan    |
| Ashley Greene    | Alice Cullen    |
| Peter Facinelli  | Carlisle Cullen |
| Elizabeth Reaser | Esme Cullen     |
| Nikki Reed       | Rosalie Hale    |
| Kellan Lutz      | Emmett Cullen   |
| Jackson Rathbone | Jasper Hale     |
| Mackenzie Foy    | Renesmee Cullen |

## Produkcja
Zdjęcia rozpoczęły się 1 listopada 2010 roku w Rio de Janeiro w Brazylii oraz na wyspie Paraty, gdzie kręcone były sceny z Wyspy Esme. Następnie aktorzy przenieśli się do studia filmowego w Baton Rouge, a pod koniec marca do Vancouver. W kwietniu miały miejsce powtórne zdjęcia do scen z miesiąca miodowego głównych bohaterów, tym razem kręcone na Wyspach Dziewiczych.

## Role dalszoplanowe
Wilkołaki
| Aktor             | Rola            |
| ----------------- | --------------- |
| Booboo Stewart    | Seth Clearwater |
| Julia Jones       | Leah Clearwater |
| Alex Meraz        | Paul            |
| Kiowa Gordon      | Embry Call      |
| Chaske Spencer    | Sam Uley        |
| Tyson Houseman    | Quil Ateara     |
| Bronson Pelletier | Jared           |